# Krtina (gmina Domžale)
Krtina – wieś w Słowenii, w gminie Domžale. W 2018 roku liczyła 829 mieszkańców.